# Гаврилов, Анатолий Васильевич
Анатолий Васильевич Гаврилов (род. 12 июля 1946) — украинский политик, народный депутат Украины 1-го созыва.

## Биография
Родился 12 июля 1946 года в селе Зарудье Кременчугского района Полтавской области в семье крестьян. Окончил Мелитопольский институт механизации сельского хозяйства по специальности «инженер-механик».
Учился в Белогорском СПТУ № 3, в 1964 году работал трактористом совхоза «Раздольненский» Раздольненского района Крымской области. Проходил срочную службу в Советской армии.
С 1968 года работал водителем Раздольненской ветеринарной больнице. В следующем году поступил в Харьковское общевойсковое училище, переведён в Саратовскую школу милиции.
С 1971 года — старший госавтоинспектор Раздольненского РОВД. В 1986 году принимал участие в ликвидации последствий аварии на Чернобыльской АЭС. С того же года и до 1994 года работал начальником отделения Госавтоинспекции Раздольненского района.
В 1994—2000 годах — заместитель начальника УГАИ МВД Украины.
Женат, имеет трое детей.

## Политическая деятельность
Выдвинут кандидатом в народные депутаты трудовым коллективом Раздольненского управления оросительных систем. 18 марта 1990 года избран народным депутатом Украины, 2-й тур 49,74 % голосов, 4 претендентов (Республика Крым, Раздольненский избирательный округ № 256)
Входил в Демократический блок.
Секретарь Комиссии ВР Украины по вопросам правопорядка и борьбы с преступностью.